# Decidí
«Decidí» es una canción del grupo de hard rock español Extremoduro, incluida en su álbum de estudio debut Tú en tu casa, nosotros en la hoguera de 1989.

## Descripción
Se trata del quinto tema del álbum, y uno de las más populares del mismo, sería incluido en el álbum recopilatorio de la banda Grandes éxitos y fracasos (Episodio segundo) del año 2004.  
Ya en 1990, esta canción fue lanzada como sencillo en versión de vinilo. En la cara B se encontraba Jesucristo García.